# Lucien Leuwen
Lucien Leuwen o Un oficial enamorado (Lucien Leuwen; ou, L'amarante et le noir; literalmente, El amaranto y el negro) es la segunda gran novela de Stendhal, escrita en 1834, después de Rojo y negro, e inconclusa. Fue publicada por primera vez, póstumamente, en 1894.

## Resumen
Lucien Leuwen, joven estudiante politécnico de familia burguesa, es expulsado de la escuela, ya que resulta sospechoso de ser saint-simoniano. Su padre, riquísimo hombre de negocios en París, le permite convertirse en subteniente, lo que le lleva a trasladarse a Nancy. Allí conoce a Madame de Chasteller, joven y encantadora viuda de la que se enamora.

## Temática
Stendhal pinta el desencanto de la carrera militar veinte años después de la epopeya napoleónica. Evoca en muchos pasajes el clima de sospecha de las autoridades militares con respecto a las ideas liberales, y el temor a un contagio carbonario en Francia, incluso en el ejército y la élite.
Stendhal ofrece al lector una novela de amor entre dos personajes que parecen oponerse completamente: Lucien es un burgués de París, que tiene afinidades con los republicanos, mientras que Madame de Chasteller pertenece a la nobleza provincial ultramonárquica.

## Adaptaciones
Con el mismo título, la novela Lucien Leuwen fue llevada al cine en 1973 por Claude Autant-Lara.